# Federazione Italiana Baseball Softball
La Federazione Italiana Baseball Softball (FIBS) si occupa della organizzazione e della promozione del baseball e del softball in Italia. È una federazione affiliata al CONI.
Organizza tutti i livelli campionati italiani di baseball, il campionato per ciechi e tutti i campionati di softball, sia maschile che femminile.
Gestisce le Squadre Nazionali di baseball e di softball che partecipano ai tornei organizzati dalla World Baseball Softball Confederation, dalla Confederation of European Baseball e dalla European Softball Federation.

## Storia
La FIBS nasce alla fine del 1948 dalla fusione tra la Lega Italiana Softball e l'Associazione Italiana Baseball.
Il 29 gennaio 1950 la FIBS si è fusa con la Lega Italiana Baseball (LIB), dando vita alla Federazione Italiana Palla a Base (FIPAB). Nel 1953 viene riconosciuta dal CONI come federazione aderente e nel 1957 come federazione effettiva. Nel 1970 ha assunto nuovamente la denominazione di Federazione Italiana Baseball e Softball (FIBS) che è la sua attuale denominazione.

## Attuale struttura

### Presidenza
- Marco Mazzieri

### Segretario Generale
- Giampiero Curti

### Consiglio federale

#### Vicepresidenti Federali
- Pierluigi Bissa
- Marina Centrone

| - Pierluigi Bissa - Marina Centrone - Federica Morri - Marco Riccardo Mannucci - Stefano Sbardolini - Sabrina Olivero - Sergio Piccinini | - Andrea Sgnaolin - Emanuela Giovinazzo | - Ettore Finetti |

### Collegio dei revisori
- Presidente:

 Federico Loda
- Componenti:

 Stefano Ciccioriccio
 Matteo Morlino

### Presidenti Strutture tecniche centrali
| - Commissione Organizzazione Gare: Elio Dal Pozzo - Comitato Nazionale Arbitri: Marco Taurelli - Comitato Nazionale Classificatori: Anna Maria Paini - Comitato Nazionale Tecnici: Cinzia Machetti |

### Presidenti delle strutture tecniche di settore
| - Commissione Impianti: Francesco Falcone - Commissione Medica e Anti-doping: Gianfranco Beltrami | - Commissione CUS: Nino Micali - Commissione Filatelica: Vladimiro Capecchi | - Commissione Baseball Giocato da Ciechi: Alberto Mazzanti - Commissione Attività Amatoriale: Luca Pavan |

## Presidenti
Elenco dei presidenti dal 1950 ad oggi:
| Anno        | Presidente          |
| ----------- | ------------------- |
| 1950 → 1960 | Steno Borghese      |
| 1961 → 1968 | Giuseppe Ghillini   |
| 1968 → 1984 | Bruno Beneck        |
| 1984 → 1985 | Mario Pescante      |
| 1985 → 2000 | Aldo Notari         |
| 2001 → 2001 | Everardo Dalla Noce |
| 2001 → 2016 | Riccardo Fraccari   |
| 2016 → 2024 | Andrea Marcon       |
| 2025 → Oggi | Marco Mazzieri      |

## Segretari generali
Elenco dei segretari generali dal 1950 ad oggi:
| Anno        | Segretario generale |
| ----------- | ------------------- |
| 1950 → 1961 | Franco De Vitis     |
| 1961 → 1978 | Sergio Baroni       |
| 1978 → 1983 | Massimo F. Ceccotti |
| 1983 → 1985 | Giampiero Paolini   |
| 1985 → 1999 | Dino Rossi          |
| 1999 → 2002 | Alessandro Pica     |
| 2002 → 2012 | Marcello Standoli   |
| 2013 → Oggi | Giampiero Curti     |

## Hall of fame del baseball e del softball italiani
Nel 2005 la FIBS ha deciso di creare la Hall of fame del baseball e del softball italiani per rendere onore a quei giocatori, arbitri, dirigenti, classificatori, tecnici e giornalisti che hanno contribuito all'affermazione del baseball e del softball in Italia. La Hall of Fame è gestita da una commissione nominata dal Consiglio Federale che annualmente propone allo stesso i candidati all'elezione nella Hall of Fame.